# Valentin Schäffer
Valentin Schäffer (* 8. Oktober 1931 in Ungarn) ist ein ehemaliger Ingenieur sowie Motorenentwickler bei  Porsche.

## Karriere

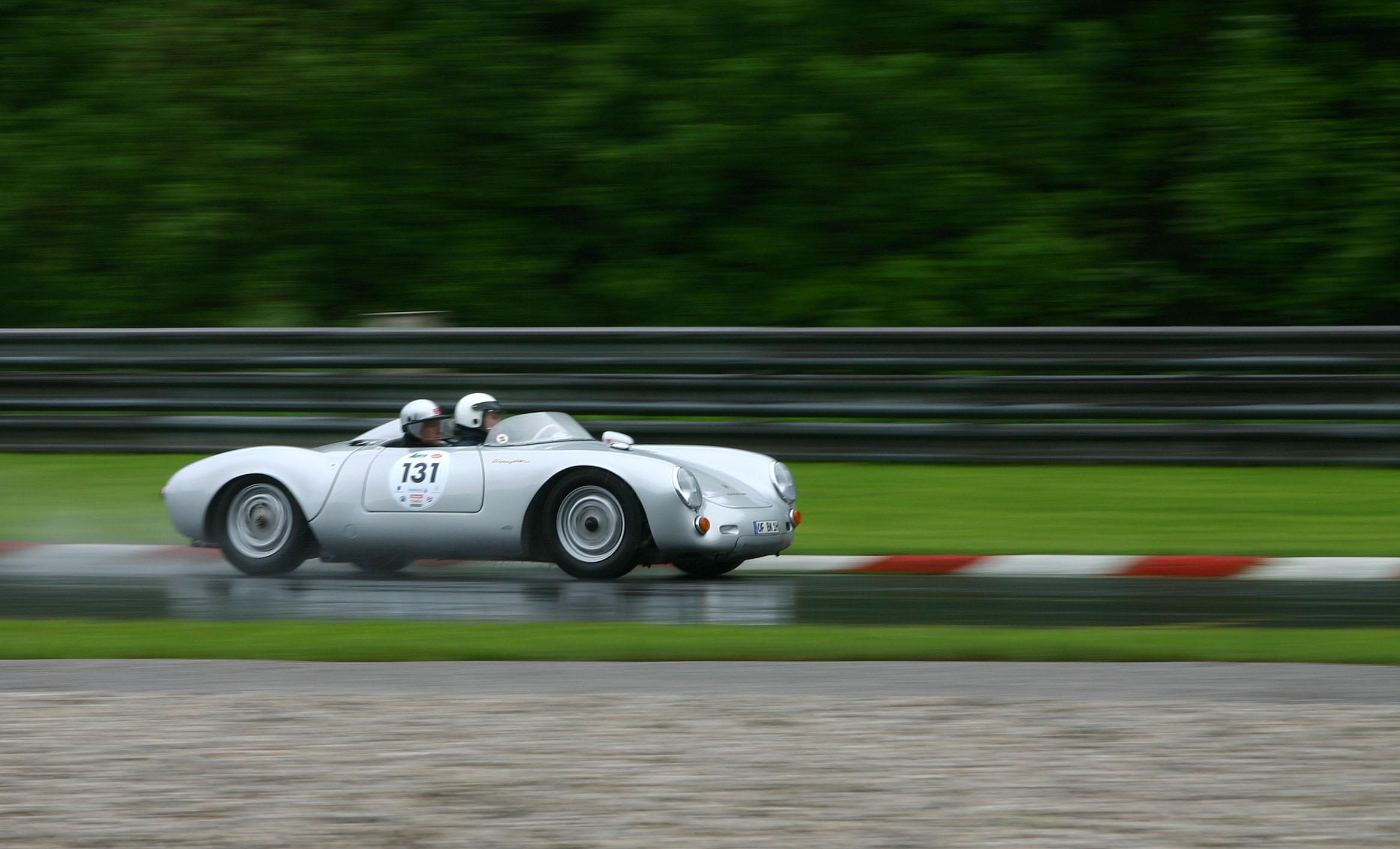
Ein Porsche 550 RS Spyder beim Gaisbergrennen 2006

Valentin Schäffer startete seine Karriere 1955 als Motorenmechaniker bei Porsche. Nur einen Tag nach seinem Vorstellungsgespräch arbeitete er bereits am 547/2 Triebwerk für den  Porsche 550 A Spyder RS. Parallel zu seiner Arbeit ging er auf eine weiterführende Schule und legte dort 1961 die Techniker- und Meisterprüfung ab. 1966 wurde er Leiter der Rennmotorenentwicklung. Sein Chef war Ferdinand Piëch, der ab 1965 die gesamte Entwicklungsabteilung leitete. Valentin Schäffer war Mitglied im Team von Hans Mezger, dem Leiter der Motorsportabteilung. 1989 ging Schäffer in den Ruhestand, blieb dem Unternehmen jedoch weitere fünf Jahre nahezu hauptberuflich verbunden.

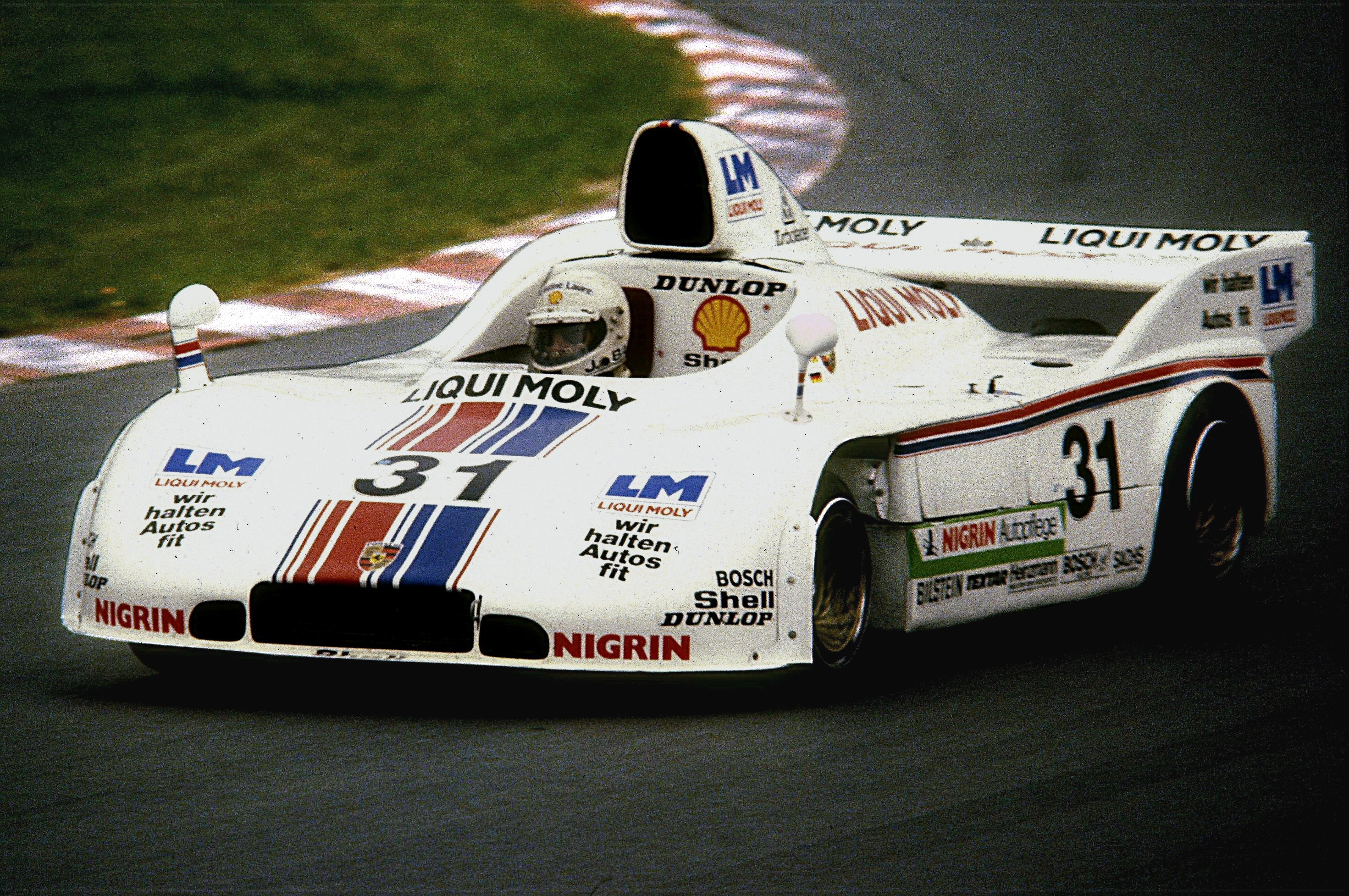
Jürgen Barth im 908/3 Turbo 1980 auf dem Nürburgring

Als Motorenentwickler arbeitete Schäffer wesentlich am Carrera-Vierzylinder Typ 547 mit Königswellenantrieb, dem Achtzylinder-Königswellenmotoren Typ 753 und 771. Mit diesen Motoren erzielte Porsche Siege in der Formel 1, der Europa-Bergmeisterschaft und in der Sportwagenweltmeisterschaft. Von dem 771 mit acht Zylindern war Schäffer sehr angetan, er war nach seinen Aussagen sein Lieblingsmotor. Dieses Rennaggregat verfügte über eine Literleistung von immerhin 138 PS. Eine seiner letzten wesentlichen Arbeiten erfolgte in der Zeit um 1975 am 911/78 mit 6 Zylinder für den Porsche 908/03 Spyder Turbo.
Schäffer betreute in den Jahren 1956 bis Ende 1980 auch verschiedene Renneinsätze, wie unter anderem Läufe zur CanAm-Serie, zur Targa Florio sowie den 24-Stunden-Rennen von Le Mans. Am 14. Juni 1970 konnte sich Schäffer in Le Mans auch über den Sieg von Hans Herrmann und Richard Attwood mit dem Porsche 917 KH (Kurzheck) freuen, den ersten Porsche-Sieg an der Sarthe überhaupt.